# 乔利埃特 (蒙大拿州)
乔利埃特（英語：Joliet），是美国西北部蒙大拿州的一座城镇。根据2010年美国人口普查，该城镇的人口为595人，在蒙大拿州排行第79。使用北美山区时区（UTC-7，夏季为UTC-6）作为标准时间。